# Caribochernes pumilus
Caribochernes pumilus är en spindeldjursart som beskrevs av Beier 1976. Caribochernes pumilus ingår i släktet Caribochernes och familjen blindklokrypare. Inga underarter finns listade.